# 米氏擬莖海龍
米氏擬莖海龍（学名：Pseudophallus mindii），為輻鰭魚綱棘背魚目海龍魚科的其中一種，分布於中美洲及南美洲沿岸的淡水水域，體長可達16公分，棲息在沿岸河流。